# Håkan Svedberg
Håkan Svedberg, född 11 maj 1942 i Hedvig församling, Östergötland, död 21 januari 2020, var en svensk skådespelare och examinerades från Statens scenskola i Malmö 1967. Efter examen var han verksam i riksteatern och turnerade runtom på Sveriges scener som Södra Teatern, Norrbottensteatern och Östgötateatern fram tills mitten av 90-talet. 

## Uppväxt och studier
Svedberg växte upp i en direktörsfamilj i Norrköping och studerade på Solbacka läroverk från 1954. Efter gymnasiet började Svedberg söka sig mot teater och film. Han antogs till statens scenskola i Malmö 1964 med kurskamraterna Barbro Oborg, Sten Ljunggren och Stig Engström.

## Teater

### Roller (Ej komplett)
- 1979 - Paria
- 1979 - Black Rock City
- 1981 - ”Lycko-Pers resa”
- 1985 - Kaos är granne med Gud [6]
- 1992 - Hamlet